# Helmetalbahn
Helmetalbahn – dawna dwutorowa linia kolejowa w Niemczech, w kraju związkowym Dolna Saksonia i Turyngia. Linia została wybudowana przez więźniów obozów koncentracyjnych w latach 1944–1945.
Ze względu na położenie w strefie granicznej, linia została całkowicie rozebrana w 1947 r. Biegła z Osterhagen do Nordhausen.